# XXX (film, 2002)
Az xXx (eredeti címe: Triple X) 2002-ben bemutatott amerikai akció-thrillerfilm Rob Cohen rendezésében, Vin Diesel, Samuel L. Jackson és Marton Csokas szereplésével. A főszereplő Vin Diesel és a rendező Rob Cohen már dolgoztak együtt más filmben is, a Halálos iramban első részében. A történet két kontinensen játszódik. Az első fele még az Egyesült Államokban, utána pedig a legnagyobb része már Csehországban folytatódik. A film forgatása alatt egy halálos baleset is történt. Vin Diesel kaszkadőre, Harry L. O'Connor az egyik jelenet során elvétett egy ugrást és ráesett a hídra. Teljesen összetörte magát és belehalt a sérüléseibe.
A filmet közepesre értékelték a kritikák, ennek ellenére több mint 200 millió dolláros bevételt hozott. Folytatását 2005-ben készítették el (XXX 2 - A következő fokozat); a harmadik részt 2017-ben mutatták be XXx: Újra akcióban címmel.

## A történet
Prágában egyik este Jim McGrath, az NSA ügynöke megszerez egy chipet az Anarchia-99 nevű csoport emberétől. Viszont többen követték őt és ezért gyorsan el kell menekülnie. Nem tud máshova menni, ezért bemegy a legközelebbi épületbe ahol éppen a Rammstein nevű zenekar koncertje zajlik. Viszont pont ott van a csoport is és mialatt McGrath küldi az adatokat haza megölik őt és visszaszerzik a chipet.
Az NSA főhadiszállásán éppen elemzik az adatokat, amikor megjelenik Augustus Gibbons ügynök (Samuel L. Jackson). Azért hívták mert már több ügynöküket is megölt az Anarchia-99. Gibbons elmondja, hogy a chipről hazaküldött adatok egy volt szovjet biokémiai fegyver, a "Csendés éj" összetételét mutatják. Egy újdonságot is alkalmaz a következő akciókhoz. Nem az ügynökeiket, hanem hazai bűnözők közül fognak küldeni valakit legközelebb Prágába. Az első számú jelölt Xander Cage (Vin Diesel).
Cage éppen ellopja az egyik kaliforniai szenátor autóját mivel így akarja megbüntetni őt a viselkedése miatt. Miután hazamegy, kommandósok törnek rá és elkábítják. Később egy gyorsétteremben ébred fel, ahol találkozik Gibbonsszal. Ismét elkábítják és egy repülőgépen ébred fel két másik jelölttel. Kolumbiában dobják le őket ahol foglyul ejti őket egy drogkartell. Megjelenik a katonaság és megtámadja a kartellt de X-ék túlélik. Végül ismét megjelenik Gibbons és itt beszéli rá Xandert, hogy álljon be ügynöknek
Ezek után Xander elrepül Prágába ahol a cseh titkosszolgálat egyik ügynökével, Milan Sovával találkozik. Este vele megy el egy éjszakai bárba ami az Anarchia-99 nevű csoport tulajdonában van. Mivel másként nem tud a csoport közelébe jutni ezért feldobja Sovát. A cseh rendőrt elzavarják, Xandernek pedig megköszöni Yorgi (Marton Csokas), a csoport vezére. Yorgi öccse, Kolja az extrém sportok rajongója és így ő felismeri Xandert. Ennek köszönhetően már Yorgi is barátként bánik vele és üzletet köt Xanderrel. Reggel Gibbons felhívja Xandert aki átküld minden adatot amit az éjjel megszerzett a csoportról. Mivel nagyon sok adatot megtudott, még nem engedi őt haza Gibbons hanem azt akarja, hogy még jobban épüljön be. Ezért a mérnökével, Tobby Lee Shaversszel elküld neki egy "szeretetcsomagot" segítségül.
Megérkezik a 10 autó amiket Yorgi lopatott el Xander kérésére. Egy raktárépületben veszi át őket Cage. Mialatt Yorgival intézik az üzletet, a tetőn Milan Sova hallgatja őket le. Betörik az üvegtető és észreveszik, hogy valaki van fent. Egymást gyanúsítják, hogy bérgyilkost fogadtak de végül megegyeznek és elkezdik üldözni a személyt. Miután észreveszik, hogy Sovát üldözik, Xander egy vérspriccelő golyóval lövi le, hogy ne halljon bele. Yorgi elhívja őt este a diszkójukba köszönetképpen. A buli után elmegy velük a kastélyba amely már az övék és ott is tölti az éjszakát. Reggel találkozik Yorgi barátnőjével, Yelenával és elmegy vele egy étterembe. Közben Sova felhívja Yorgit és elmondja neki, hogy Xander az NSA-nek dolgozik. Ő el is küldi egyik emberét, Kirillt, hogy azonnal ölje meg Xandert. Miután Kirill felhívja Yelenát és elmondja neki miért van itt, Yelena azonnal elmondja Xandernek, hogy már tudják ki is ő valójában. Xandernek sikerül elszöknie az étteremből de közben két ismeretlen férfi elkapja őt és egy színházba viszik. Ott már vár rá Gibbons és hazaengedi őt mivel már lebukott. Xander visszamegy a prágai lakásba ahol Sova ügynök már fegyverrel várja őt és meg akarja ölni. Viszont kintről valaki lelövi Sovát és belép Yelena. Ekkor elmondja, hogy ő valójában orosz titkosügynök és már két éve beépült a csoportba. Xander rábeszéli őt, hogy menjen vissza és tudja meg mi az a titkos dolog amit Yorgiék a pincében csinálnak.
Miután visszamegy a kastélyba, Yelena lemegy velük a pincébe. A sok orosz tudós mellett egy kis tengeralattjárót is felfedez, az Ahabot amely a "csendes éj" nevű mérget fogja szállítani. Miután elkészülnek a rakéták, Yorgi és a társai minden tudóst megölnek. Közben Xander is a kastély udvarán van és a Shaverstől kapott távcsővel átlát a falakon és mindent lát és felvesz. De felfedezik, hogy ott van és elkezdik üldözni. Sikerül elmenekülnie és még Kolját is megöli. Miután megkapják Gibbonsék a távcső által felvett videót, megköszöni neki, hogy nem jött haza hanem ott maradt.
Ezek után Xander elmegy a cseh rendőrséghez és megbeszéli velük, hogy megtámadják a kastélyt. De előtte a hegyekben még felrobbantják a csoporthoz tartozó épületet. Viszont ekkor elkapják Xandert. A kastélyba viszik ahol Yorgi meg akarja ölni és elmondja, hogy mindent tud Yelenáról. Mielőtt megölné őket, a rendőrség megtámadja a kastélyt. Xanderék kiszabadulnak, Yorgi és néhány embere pedig megpróbál elszökni. Viszont előtte még beindítja az Ahabot. Mielőtt elszökne, Xander megöli. Ekkor érkezik meg Shavers ügynök a Pontiac GTO-val amibe mindent beleépített amit Xander kért. Xander és Yelena beszállnak a kocsiba és az Ahab után mennek. Még Prága előtt sikerül feljutnia rá Xandernek és végül leállítja, amivel a folyó mélyén robban fel. Mindenki halottnak hiszi Xandert, de végül Yelena felfedezi őt a híd egy oszlopánál a folyóban.
Ezek után felhagy a kémkedéssel és Yelenával elmennek Bora Bora szigetére.

## Szereplők
| Színész             | Szerep                  | Leírás                                                              | Magyar hangok         |
| ------------------- | ----------------------- | ------------------------------------------------------------------- | --------------------- |
| Vin Diesel          | Xander Cage             | Egy törvénytelen életet élő személy, akiből később NSA-ügynök lesz. | Gesztesi Károly       |
| Samuel L. Jackson   | Augustus Gibbons ügynök | Az NSA ügynöke. Ő szervezi be Xander-t is                           | Kőszegi Ákos          |
| Marton Csokas       | Yorgi                   | Az Anarchia-99 nevű csoport vezére                                  | Haás Vander Péter     |
| Asia Argento        | Yelena                  | Orosz beépített ügynök az Anarchia-99 nevű csoportban.              | Orosz Helga           |
| Michael Roof        | Toby Lee Shavers ügynök | Az NSA fejlesztésekkel foglalkozó ügynöke                           | Kerekes József        |
| Richy Müller        | Milan Sova              | A cseh rendőrség ügynöke aki később elárulja Xander-t               | Breyer Zoltán         |
| Petr Jakl           | Kolya                   | Yorgi öccse és az Anarchia-99 nevű csoport tagja                    | Bede-Fazekas Szabolcs |
| Jan Filipensky      | Viktor                  | Az Anarchia-99 nevű csoport egyik irányítója                        | Sárközi József        |
| Werner Daehn        | Kirill                  | Az Anarchia-99 nevű csoport mesterlövésze                           | Kossuth Gábor         |
| Thomas Ian Griffith | Jim McGrath ügynök      | Az NSA ügynöke, akit megölnek az elején                             |                       |

## Zene
A filmben elhangzó dalok:
| - Rammstein: "Feuer Frei!" - Drowning Pool: "Bodies" - Hatebreed: "I will be heard" - Queens of the Stone Age: "You Think I Ain't Worth a Dollar, But I Feel Like a Millionaire" - Mushroomhead: "Before I Die" - Flaw: "Get Up Again" - Moby: "Landing" - Gavin Rossdale: "Adrenaline" - Fermin IV: "004" - Orbital: "Technologicque Park" | - Nelly and Toya: "Stick Out Ya Wrist" - Lil Wayne: "Look at Me" - N.E.R.D and Kelis: "Truth or Dare" - Pastor Troy and Ms. Jade: "Are We Cuttin'" - Big Tymers: "Still Fly" - Westside Connection and Butch Cassidy: "Connected for Life" - Mr. Cheeks, Missy Elliott and P. Diddy: "Lights, Camera, Action!" - Postaboy & Rashad: "It's Okay" - Dani Stevenson: "Yo, Yo, Yo" - Joi: "Lick" |